# Amusina mexicana
Amusina mexicana is een rechtvleugelig insect uit de familie krekels (Gryllidae). De wetenschappelijke naam van deze soort is voor het eerst geldig gepubliceerd in 1893 door Saussure.
1. ↑  (en) Amusina mexicana op de IUCN Red List of Threatened Species.